# Hervé Renaudin
Pour les articles homonymes, voir Renaudin.
 (janvier 2023).
Hervé Jean Luc Renaudin, né le 22 juillet 1941 à Paris, mort le 18 janvier 2003 est un évêque catholique français, évêque de Pontoise de 2001 à sa mort en 2003.

## Biographie

### Enfance et études
Fils de l’industriel Jacques Renaudin, industriel et de Micheline Cruchet-Harlachol, cinquième enfant d'une famille de six, il est le neveu de Philippe Renaudin et Jean Renaudin.
Il suit sa scolarité au Cours Saint Louis et, après avoir obtenu une maîtrise de droit et un premier prix de droit administratif à la faculté de droit de Paris, il entre à 23 ans au séminaire d'Issy-les-Moulineaux puis part en Israël comme coopérant au titre du service national et enseigne deux ans chez les Frères des écoles chrétiennes à Jaffa. Il revient en France fin 1968 et est ordonné le 26 juin 1971 pour le diocèse de Paris.
Il est docteur en théologie.

### Principaux ministères
Vicaire à la paroisse Saint-Pierre-de-Chaillot (Paris XVIe arrondissement) de 1971 à 1981, il devient aumônier du Lycée Janson-de-Sailly en 1982.
Passé vicaire à la cathédrale Notre-Dame de Créteil et aumônier des étudiants du diocèse de Créteil de 1983 à 1988, il est directeur du second cycle au Séminaire Saint-Sulpice et professeur d’anthropologie théologique entre 1988 et 2000 et aumônier national des Scouts unitaires de France de 1988 à 1999.
Il est l'aumônier de la prison de la Santé.
En 2000, il est nommé curé de la paroisse Saint-Philippe-du-Roule à Paris (7e), puis, le 30 novembre de cette même année, évêque du diocèse de Pontoise le 30 novembre 2000. Il est ordonné évêque à Pontoise le 7 janvier 2001, dans le hall Saint-Martin de Pontoise, par le cardinal Jean-Marie Lustiger.
Il sert comme évêque accompagnateur du Frat (rassemblement de jeunes chrétiens de l'Île-de-France)[Quand ?].
Il était membre de la Commission sociale, présidant le Comité épiscopal justice et société, et de la Commission épiscopale des ministères ordonnés au sein de la Conférence des évêques de France.
Il meurt des suites d'un cancer le 18 janvier 2003 à l'âge de 61 ans et est le second évêque inhumé dans le caveau des évêques derrière le chœur de la cathédrale de Pontoise.

### Publications
- La vie, entrée libre. Entretiens avec Jean-François Bouthors, Paris, Éd. Bayard, 2002.